# Henry Champernown

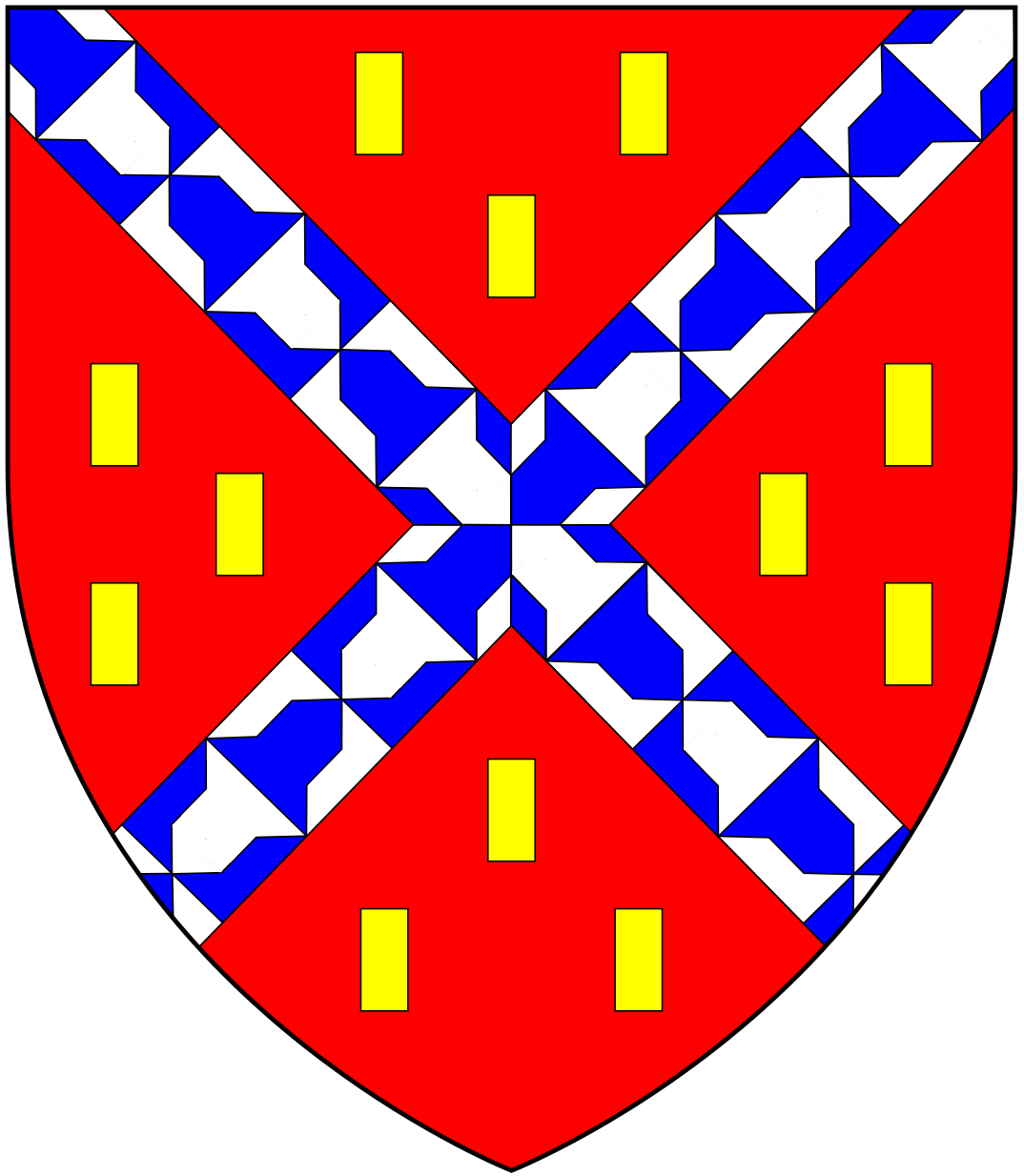
Wappen der Familie Champernown

Henry Champernown (auch Champernowne) (* um 1538; † 28. Mai 1570) war ein englischer Abenteurer und Politiker, der einmal als Abgeordneter für das House of Commons gewählt wurde.

## Herkunft und Jugend
Henry Champernown war der älteste Sohn von John Champernown und dessen Frau Katherine Blount, einer Tochter von William Blount, 4. Baron Mountjoy. Sein Vater starb bereits 1541, als er zusammen mit Peter Carew auf dem Weg von der Türkei nach Wien war. Nach dem Tod seines Großvaters Philip Champernowne 1545 erbte der junge Henry dessen Besitzungen bei Modbury in Devon, die während seiner Minderjährigkeit von seinem Onkel Arthur Champernowne verwaltet wurden. 1551 studierte er am Pembroke College in Cambridge.

## Tätigkeit als Politiker und Militär
Ab etwa 1561 war Champernown Friedensrichter in Devon, und 1563 vertrat er als Abgeordneter das Borough Plymouth im House of Commons. Seine Wahl verdankte er sicherlich dem Einfluss seines Onkels Arthur Champernowne. Champernown war jedoch weniger Politiker als Soldat. Es gibt keine Nachweise seiner Tätigkeit im House of Commons. Stattdessen nahm er in Ungarn am Türkenkrieg teil und informierte 1567 Minister Cecil mit einem Bericht über die politische Lage auf dem europäischen Festland. Im September 1568 war er noch einmal in England, ehe er als Freiwilliger nach Frankreich aufbrach, um dort die Hugenotten im Dritten Hugenottenkrieg zu unterstützen. Von Frankreich aus sandte er im November erneut Berichte an Cecil und an den Earl of Leicester. Von Führern der Hugenotten wie Gabriel de Lorges, Graf von Montgomery hochgeschätzt, fiel er im Mai 1570 im Kampf in Frankreich. Die den Hugenotten zugeneigte Königin Johanna von Navarra bat im Juni 1570 die englische Königin Elisabeth I., seine Witwe und seine Kinder zu unterstützen.

## Familie und Nachkommen
Champernown hatte Catherine, eine Tochter von Sir Richard Edgcumbe geheiratet. Mit ihr hatte er zwei Söhne und vier Töchter, darunter sein Sohn Richard (1558–1622), der sein Erbe wurde. Bis zur Volljährigkeit Richards übernahm wieder Arthur Champernowne die Verwaltung seiner Besitzungen, die er bereits seit Henrys Aufbruch nach Frankreich ausgeübt hatte.